# Trypethelium tuberculosum
Trypethelium tuberculosum är en lavart som först beskrevs av Vain., och fick sitt nu gällande namn av R. C. Harris. Trypethelium tuberculosum ingår i släktet Trypethelium och familjen Trypetheliaceae.   Inga underarter finns listade i Catalogue of Life.